# Stadtbezirk Rechtsruhr-Süd
Der Stadtbezirk Rechtsruhr-Süd ist einer der drei Stadtbezirke der Stadt Mülheim an der Ruhr. Er wird auch als Stadtbezirk 1 bezeichnet.

## Lage
Der Stadtbezirk 1 liegt auf der rechten Ruhrseite im Süden von Mülheim. Er grenzt an Essen. Zu diesem Stadtbezirk zählen die Stadtteile Altstadt I und Menden-Holthausen sowie die Stadtteile Altstadt II und Heißen, ausgenommen der Ortsteile Winkhausen (Heißen) und Altstadt II-Nordost und Papenbusch (beide Altstadt II). Diese werden dem Stadtbezirk Rechtsruhr-Nord zugerechnet.

## Geschichte
Siehe auch: Altstadt II (Mülheim an der Ruhr), Altstadt I (Mülheim an der Ruhr), Heißen, Menden-Holthausen
Der Stadtbezirk Rechtsruhr-Süd wurde ebenso wie die Stadtbezirke Rechtsruhr-Nord und Linksruhr 1979 geschaffen.

## Politik
Der Stadtbezirk 1 war ebenso wie der Stadtbezirk 2 (Rechtsruhr-Nord) lange Zeit ein SPD geprägter Stadtbezirk. Seit 2020 sind jedoch die Grünen vor der SPD und der CDU erstmals stärkste Kraft.
- Linke: 1
- PARTEI: 1
- SPD: 4
- Grüne: 5
- MBI: 1
- FDP: 1
- CDU: 5
- AfD: 1